# GBU-43/B Massive Ordnance Air Blast
GBU-43/B Massive Ordnance Air Blast (тяжёлый боеприпас воздушного взрыва; MOAB, распространённый бэкроним: Mother Of All Bombs — «мать всех бомб») — американская фугасная авиационная бомба, созданная в 2002—2003 годах. MOAB продолжает оставаться одной из самых больших авиабомб, оснащённой системой спутникового наведения.
В арсенале США имеется 14 единиц MOAB.

## История создания
В середине 2002 года в исследовательскую лабораторию ВВС США (англ. Air Force Research Laboratory) поступил заказ на усовершенствование бомбы BLU-82, в частности, на оснащение её системой спутникового наведения, что заставило также улучшить аэродинамические качества боеприпаса. 
Уже к марту 2003 года новая бомба была готова. 
7 марта был осуществлен первый самостоятельный полёт MOAB без боевой части. 
11 марта MOAB была испытана на полигоне базы ВВС Эглин во Флориде, второе испытание прошло там же 22 ноября.

## Технические характеристики
По характеру поражающего воздействия МОАВ — это фугасная авиабомба. MOAB имеет длину 9,17 м и диаметр 102,9 см, вес бомбы составляет 9,5 тонны, из которых 8,4 приходится на взрывчатое вещество австралийского производства H-6 — смесь гексогена, тротила и алюминиевого порошка — которое мощнее чистого тротила в 1,35 раза. Сила взрыва составляет 11 тонн в тротиловом эквиваленте, радиус поражения — около 140 метров, частичные разрушения происходят на расстоянии до 1,5 км от эпицентра.
MOAB снабжена системой наведения KMU-593/B, включающей в себя системы инерциальной и спутниковой навигации.
Во время испытаний бомба сбрасывалась с транспортного самолёта Lockheed C-130 Hercules. Внутри самолёта MOAB устанавливается на платформе, которая вместе с бомбой вытягивается через люк с помощью парашюта. Затем MOAB быстро, чтобы не потерять скорость, открепляется от платформы и парашюта, после чего начинает самостоятельное наведение на цель.

## Боевое применение
Одна бомба этого типа была в своё время отправлена в Ирак, но ни разу не использовались там в ходе военных действий.
Впервые в ходе военных действий бомба была сброшена на комплекс тоннелей, используемых боевиками «Исламского государства» (ИГ) 13 апреля 2017 года в Афганистане (в районе Ачин в провинции Нангархар недалеко от границы с Пакистаном). По данным министерства обороны Афганистана, в результате удара было уничтожено «важное убежище ИГ и расположенный на большой глубине комплекс тоннелей». Число боевиков, уничтоженных в результате атаки, достигло 90 человек, мирные жители не пострадали.